# Tiffany Giallo

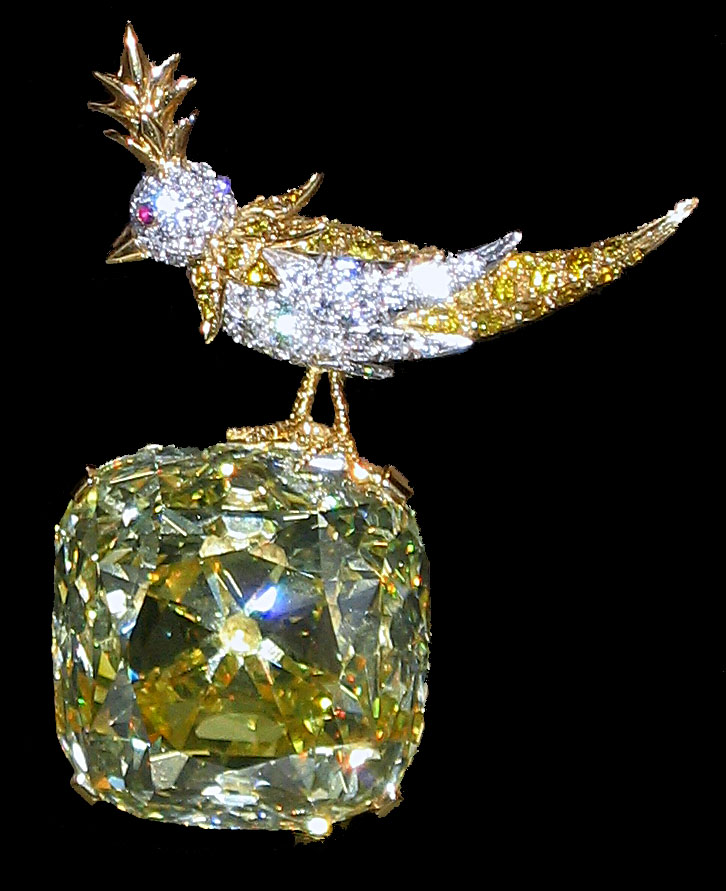
Il diamante Giallo di Tiffany montato sul gioiello "L'uccello sulla roccia"

Il Giallo di Tiffany è uno dei più grandi e celebri diamanti colorati esistenti; venne trovato nel 1878 in una miniera nei pressi di Kimberley, in Sudafrica, e da grezzo pesava 287,42 carati.
Dopo la sua scoperta la pietra venne acquistata dal celebre gioielliere di New York Charles Tiffany. Il suo gemmologo, George Frederick Kunz, studiò la gemma per oltre un anno prima di procedere al taglio, che effettuò a Parigi. Scelse un taglio a cuscino, con un peso finale di 128,54 carati (circa 26 grammi) e ben 82 faccette, 24 in più del taglio tradizionale a brillante rotondo, per massimizzare la sua brillantezza. All'epoca Kunz aveva solo 23 anni.
Il diamante è famoso per essere stato indossato solo da quattro donne da quando venne scoperto: una fu la signora Sheldon Whitehouse al Tiffany Ball nel 1957, un'altra l'attrice Audrey Hepburn, che lo portò in un servizio fotografico pubblicitario per il film del 1961 Colazione da Tiffany, ed un’altra la cantante Lady Gaga nel 2019 durante la cerimonia degli Oscar, dove vinse la statuetta come "miglior canzone originale" per Shallow, tratta dal film A Star Is Born. L'ultima è stata la cantante e attrice americana Beyoncé che ha indossato il gioiello per la campagna di Tiffany nel 2021.
Il diamante appartiene tuttora alla gioielleria Tiffany & Co.